# Göschenen
Göschenen es una comuna suiza del cantón de Uri, situada al sur del cantón. Limita al norte con la comuna de Wassen, al este con Gurtnellen, al sur con Andermatt, Hospental y Realp, y al oeste con Obergoms (VS) y Gadmen (BE).

## Transportes
Ferrocarril
Cuenta con una estación ferroviaria en la que efectúan parada trenes de larga distancia y regionales, además de encontrarse en ella el portal norte del túnel ferroviario de San Gotardo.